# Wicklow GAA
Il Wicklow County Board, più conosciuto come Wicklow GAA, è uno dei 32 county board irlandesi responsabile della promozione degli sport gaelici nella contea di Wicklow e dell'organizzazione dei match della propria rappresentativa (Wicklow GAA è usato anche per indicare le franchigie degli sport gaelici della contea) con altre contee.

## Calcio gaelico
Sebbene Wicklow sia la sola contea irlandese, con Fermanagh a non avere mai vinto alcun titolo provinciale, può fregiarsi di un titolo All-Ireland a livello di club ottenuto dal Baltinglass nel 1900 e altri titoli provinciali vinti dalle sue squadre. Per poco tempo furono anche dichiarati campioni provinciali come contea nel 1889 in quella che era definita come finale del Leinster. Tuttavia la partita fu rigiocata e Wicklow perse. Al massimo la contea può vantare qualche vittoria ottenuta a scapito delle migliori formazioni irlandesi. Nel 2008 la squadra riuscì a vincere la sua prima partita in assoluto nello stadio di Croke Park battendo Kildare.

## Titoli negli sport gaelici

### All-Ireland
- Tommy Murphy Cup - 2007
- All-Ireland SFC B 1992
- All-Ireland JFC - 1936, 2002
- All-Ireland Junior Hurling Championship 1967, 1971
- All-Ireland Vocational Schools Championship Football 1974, 1983, 2006
- All-Ireland Intermediate Hurling Championship finalista nel 1971
- All-Ireland Ladies' JFC 1990
- All-Ireland Senior Club Football Championship - Baltinglass 1990

### Leinster
- Leinster Senior Football Championship finalista 1897, (Semi-finalista 14 volte - l'ultima nel 1995)
- Leinster Minor Football Championship 1975
- Leinster Junior Football Championship 1906, 1909, 1936, 1949, 1969, 2002
- O'Byrne Cup - 1955, 1957, 1986, 1996

## Hurling
Anche nell'hurling la contea è sempre stata piuttosto modesta. Il miglior risultato della squadra è stato un pareggio (molto amaro visto che stava vincendo fino ad un minuto dalla fine) contro Galway. I club sono invece di buon livello e la squadra vanta il maggior numero di titoli nella Kehoe Cup, la manifestazione destinata alle squadre di basso profilo nel Leinster, essendosi imposta per 7 volte.